# 施翔
施翔（1980年—），中国足球裁判，苏州科技大学讲师。施翔2004年到南京医科大学体育部工作，同年被评为足球国家一级裁判员。2011年开始作为中甲联赛主裁判，执法的第一场比赛是湖北绿茵与重庆力帆的比赛。首次执法时出现一些争议判罚，引起主队不满。此前，他可能也曾主吹过中乙联赛。2013年，施翔被评为国家级足球裁判。2014年，从没有执法过中超比赛的施翔在成为国际级助理裁判。同年，他被聘为中超联赛助理裁判。
施翔还在2006年晋升为国家一级篮球裁判。